# フュステル・ド・クーランジュ

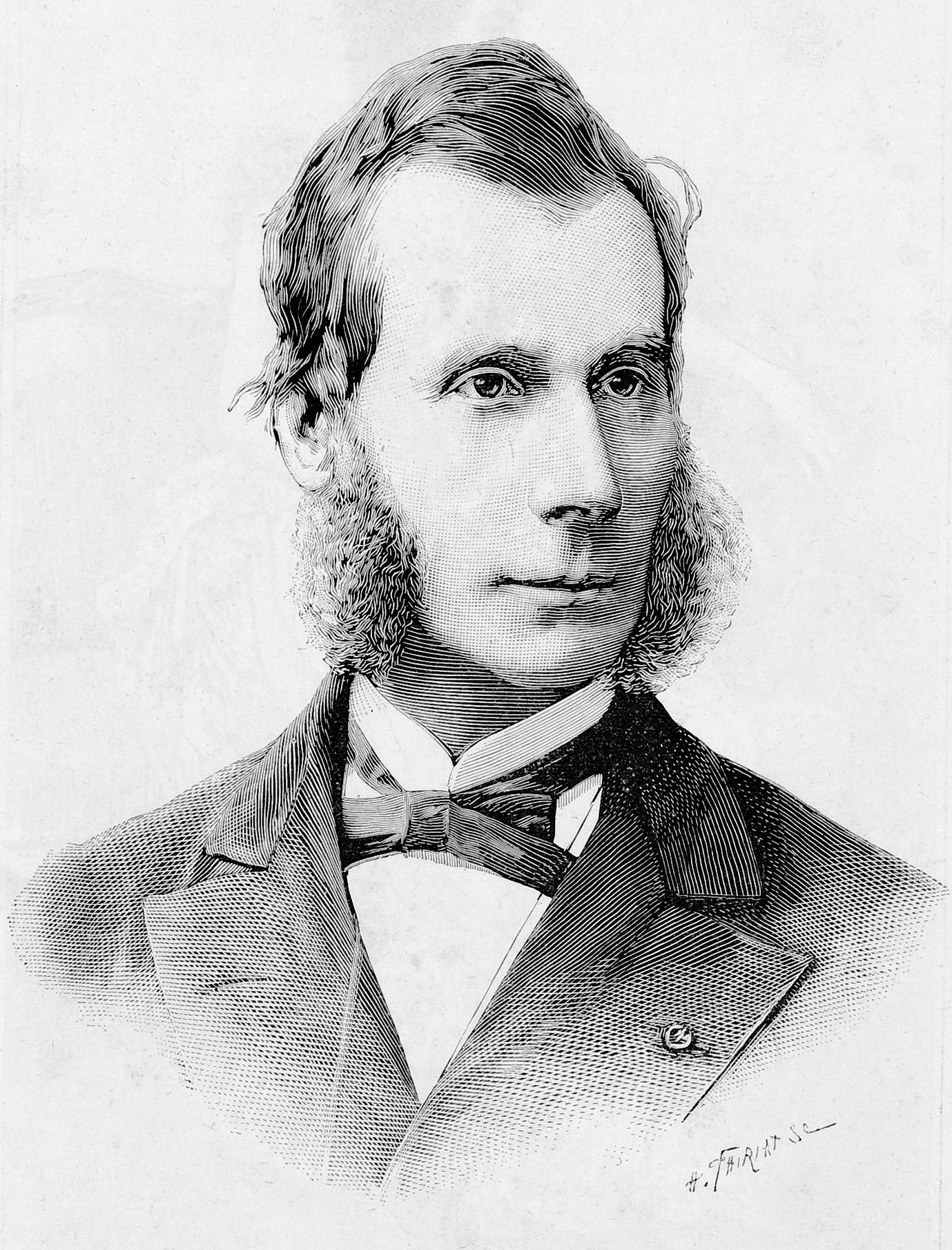
クーランジュ

ヌマ・ドニ・フュステル・ド・クーランジュ（Numa Denis Fustel de Coulanges、1830年3月18日 - 1889年9月12日）は、19世紀のフランスの中世学者。

## 生涯
祖先はブルターニュ出身で、父や祖父は海軍士官をつとめた。パリで生まれ、生後1年3ヶ月で父を失う。1853年にエコール・ノルマル・シュペリウールを卒業すると同時に、アテネ・フランス学院の研究生に選ばれ、2年間をアテネで遊学した。この期間で彼がもっとも好んで訪れたのはキオス島であり、それは処女作「キオス島についての覚書」として結実した。帰国後、5年間を中学教師として過ごし、1860年にはストラスブルク大学の教授に任命された。代表作『古代都市』（『La Cité Antique』）は、大学で行われた連続講義によるものであったが、当時クーランジュは無名で、当初は600部の自費出版であった。1870年に教育大臣で歴史家でもあったヴィクトール・デュリュイに推薦され、母校のエコール・ノルマルの教授に就いた。1875年にソルボンヌ大学に転じ、1880年にはエコール・ノルマルの校長となり、1883年にソルボンヌに復帰した。学問上の刻苦勉励、過労による病で59歳でパリで没した。

## 方法
クーランジュの著作群と研究方法は2つに分けられる。
- 第1の時期は広い学識を簡明に総合してやさしい形式のもとに表現しようとした時期である。1864年の『古代都市』と1874年の『古代フランス政治制度史』第1巻がそのような特質を代表している。
- 第2の時期は、クーランジュの研究に対する批判、つまり古代文献のみを引用して近代における研究に言及しないという批判に答え、同時代の学術成果を詳細に論じ、そのために考証としては確実になったが初期の著作にあった芸術作品のような統一は失われた。1889年の『自主地および地方所有地』や著者の死後に発表された『封地と保護権』はそうした著作の代表とされる。

クーランジュは自身の方法を「デカルト的懐疑を史学に適用したもの」と語っている。彼の掲げた史学研究のモットーは
1. 直接に根本史料のみを、もっとも細部にわたって研究すること
2. 根本史料の中に表現されている事柄のみを信用すること
3. 過去の歴史の中に、近代的観念を持ちこまないこと

であった。クーランジュの文献資料に関する知識は当時としては最高であり、その解釈についても他人の追随を許さなかった。しかし、彼は古代作家を無批判に信頼し、原典の信憑性を確認せずに採用した。さらに通説にことさらに反対する傾向があった。
クーランジュの文体は明晰かつ簡明であり、事実と推理のみをあらわし、当時のフランス史家の悪弊であった「漠然とした概括」や「演説口調の慣用語」から脱却していた。後にティボーデは「クーランジュは歴史記述の文体を改革した」と評した。

## 学説
クーランジュは、「フランス中世の領主は、征服者であるゲルマン人の子孫であり、農奴は征服されたガリア人・ローマ人の子孫である」という俗説を批判した。さらに侵入したフランク人は制度をもたらすことはなく、フランク王国の制度や法はローマに起源を持つものである、と主張した。タキトゥスが『ゲルマニア』で述べているような民会は存在しなかった。自由なるゲルマン国家が専制的なローマ帝政に取って代わったという説は誤りである、と。
クーランジュは、「封建制度」の起源についてローマの土地制度がフランク王国において継続されたと見解を述べている。フランク王国に土地共有制が行われたという通説は誤っている。したがって封建制度はローマ的でもなければゲルマン的でもない。それは政治組織から生まれたのではなく、個人生活の習慣から生じたものである。
これらの学説の多くはロマニストの見解と同じであり、その後の歴史研究によって斥けられはしたが、クーランジュが論破した俗説もまた復活することはなかった。

## 著作
- 『古代都市　La Cité antique』1864年
  - 田辺貞之助訳、白水社、新版1995年
- 『フランス制度史　Histoire des institutions de la France』1874年
- 『Recherches sur quelques problèmes d'histoire』1885年
- 『フランク王国の貴族制　La Monarchie Franque』1888年
- 『L'Alleu et le Domaine rural pendant la période mérovingienne』1889年
- 『Questions historiques』1893年
- 『Nouvelles Recherches sur quelques problèmes d'histoire』1891年
- 『Questions contemporaines』1919年
- 『La Gaule romaine』1998年